# Semenčica
Seménčica ali spêrmij, strokovno tudi spermatozój, je gibljiva moška spolna celica, gameta, ki se v procesu spolnega razmnoževanja združi z žensko gameto (jajčecem) in tvori zigoto. Semenčice nastajajo iz zarodnih celic moškega razmnoževalnega sistema s procesom mejoze oz. redukcijske delitve, pri kateri vsaka hčerinska celica prejme polovice kromosomov. Ob združitvi z jajčecem (oploditvijo) se homologni kromosomi v obeh kombinirajo, zato ima zigota ponovno poln nabor jedrne DNK in se prične razvijati v zarodek. Semenčica prispeva približno polovico genskega zapisa, razen, v večini primerov, mitohondrijske DNK, saj razen jedra praktično nima drugih organelov, kot so mitohondriji. Človeške semenčice tako skoraj nimajo citoplazme in tudi DNK je izredno tesno stisnjena, da je lahko celica čim manjša - tudi do šestkrat bolj kot pri somatskih celicah.
Gibljivost semenčici dajejo bički, človeške imajo enega, semenčice drugih organizmov pa lahko tudi po več. Posebnost so gliste, pri katerih nobena celica nima bička, njihove semenčice se namesto tega premikajo ameboidno. Poleg živali imajo gibljive semenčice tudi briofiti, praprotnice in nekatere golosemenke. Jajčece oddaja kemične snovi, ki povzročijo usmerjeno gibanje semenčice proti njemu (kemotaksija). Okvare tega mehanizma so med vzroki za neplodnost.
Prvi, ki je opisal semenčice, je bil nizozemski mikroskopist Antonie van Leeuwenhoek leta 1667.